# Milnesium tardigradum
Milnesium tardigradum (лат.) — вид тихоходок из семейства Milnesiidae класса Eutardigrada.

## Распространение
Космополиты. Встречаются повсеместно, включая прибрежные моря Антарктики.

## Описание
Длина тела около 1 мм, одна из самых крупных тихоходок. M. tardigradum имеет симметричное тело с восемью ногами, оканчивающиеся коготками.
Всеядный хищник. Обычно питается другими мелкими организмами, такими как водоросли, коловратки и нематоды. Также были зарегистрированы случаи, когда M. tardigradum питался другими меньшими по размеру тихоходками.
В лабораторных условиях цикл жизни M. tardigradum включал до семи периодов линьки. Первая и вторая линьки происходили с интервалами в 4—5 дней, а особи достигли репродуктивной зрелости на стадии 3-го возраста. Первая откладка яиц происходила в третью линьку. Наиболее быстро развивающееся животное в исследуемой популяции откладывало яйца через 12 дней после вылупления. Интервалы яйцекладки или линьки взрослых животных составляли около 6—10 дней. Средний размер кладки составил 6,9 яйца. Все тихоходки в этой лабораторной популяции были женскими и воспроизводились путем партеногенеза. Продолжительность эмбриональной стадии составляла 5—16 дней. Наиболее долгоживущая самка существовала в течение 58 дней после вылупления и отложила в общей сложности 41 яйцо в 5 отдельных кладках.
Имеет высокий уровень радиорезистентности.
В 2007 году несколько экземпляров тихоходок видов Richtersius coronifer и M. tardigradum подвергались воздействию радиации, вакууму и низкой температуре (около абсолютного нуля) на внешней поверхности европейского космического аппарата Biopan-6 во время полёта на российском спутнике Фотон-М3. Три экземпляра M. tardigradum в этом эксперименте выжили.

## Систематика
Вид был впервые описан в 1840 году французским биологом Луи Мишелем Франсуа Дуайером (Louis Michel François Doyère; 1811—1863).
Включают в класс Eutardigrada или с 2019 года выделяют в отдельный класс Apotardigrada Guil, Jørgensen & Kristensen, 2019.
Подвиды
- Milnesium tardigradum tardigradum Doyère, 1840[8][14]
- Milnesium tardigradum trispinosa Rahm, 1931 (разные авторы рассматривают его статус или как nomen dubium[15], или невалидным[16])